# Molophilus (Molophilus) dirhabdus
Molophilus (Molophilus) dirhabdus is een tweevleugelige uit de familie steltmuggen (Limoniidae). De soort komt voor in het Neotropisch gebied.